# Incirrina
Incirrina — підряд головоногих молюсків ряду восьминогів (Octopoda). Підряд містить класичних «донних восьминогів», а також багатьох пелагічних восьминогів.

## Класифікація
- Надродина Octopodoidea
  - Родина Amphitretidae
  - Родина Bathypolypodidae
  - Родина Eledonidae
  - Родина Enteroctopodidae
  - Родина Megaleledonidae
  - Родина Octopodidae
- Надродина Argonautoidea
  - Родина Alloposidae
  - Родина Argonautidae
  - Родина Ocythoidae
  - Родина Tremoctopodidae